# Buhriz
Buhriz – miasto w Iraku, w muhafazie Dijala. W 2009 roku liczyło 29 787 mieszkańców.